# Château de Marry
Le château de Marry est situé sur la commune de Moulins-Engilbert (France).

## Localisation
Le château est situé sur la commune de Moulins-Engilbert, située dans le département de la Nièvre en région Bourgogne-Franche-Comté. Au sud du bourg, dans la vallée de la Dragne.

## Description
Le château de Marry a été remodelé à l'époque moderne et même au XIXe siècle. Aujourd'hui il ne reste que peu d'éléments du Moyen Âge. Il subsiste une haute tour carrée à trois niveaux, aux murs très épais. Le cadastre de 1842 révèle un plan complexe du château remanié où, entre autres, le donjon est visible comme la longue dépendance. Le domaine est également composé de belles dépendances (granges, écuries, pavillon du régisseur, potager etc.). À noter, en contrebas sur la Dragne, le moulin de Mary (en ruines), un vaste ensemble de moulins à grain et à huile.

## Historique
Le château fait l'objet d'une inscription partielle au titre des monuments historiques par arrêté du 16 août 2006.